# Leptothorax laciniatus
Leptothorax laciniatus är en myrart som beskrevs av Hermann Stitz 1917. Leptothorax laciniatus ingår i släktet smalmyror, och familjen myror. Inga underarter finns listade i Catalogue of Life.